# Izvoarele Sucevei, Suceava
Izvoarele Sucevei (ucraineană Ізво́ри, germană Iswor) este satul de reședință al comunei cu același nume din județul Suceava, Bucovina, România.
 Acest articol despre o localitate din județul Suceava este deocamdată un ciot. Puteți ajuta Wikipedia prin completarea lui.